# Phú Quốc
Phu Quoc (en vietnamita: Phú Quốc) es la isla más grande en Vietnam; está situada en el sudoeste de ese país, aunque está más cerca de Camboya (la soberanía de la isla ha estado en disputa en varias ocasiones a lo largo de la historia). Es un destino turístico muy popular. 

## Descripción
La isla tiene varias playas de arena blanca. La temperatura es benigna todo el año. Cuenta con un aeropuerto nacional, aeropuerto de Phú Quốc. Un nuevo aeropuerto internacional se encuentra en construcción. La isla es parte de la provincia de Kien Giang, tiene una superficie total de 574 kilómetros cuadrados (222 millas cuadradas) y una población permanente de aproximadamente 85.000 personas. El distrito de Phu Quoc incluye la isla propiamente dicha y 21 islotes más pequeños. Tiene una longitud de 50 km de norte a sur y una anchura máxima de 20 km, Sus colinas boscosas culminan a los 603 metros.

## Clima
| Parámetros climáticos promedio de Duong Dong (Phu Quoc) | Parámetros climáticos promedio de Duong Dong (Phu Quoc) | Parámetros climáticos promedio de Duong Dong (Phu Quoc) | Parámetros climáticos promedio de Duong Dong (Phu Quoc) | Parámetros climáticos promedio de Duong Dong (Phu Quoc) | Parámetros climáticos promedio de Duong Dong (Phu Quoc) | Parámetros climáticos promedio de Duong Dong (Phu Quoc) | Parámetros climáticos promedio de Duong Dong (Phu Quoc) | Parámetros climáticos promedio de Duong Dong (Phu Quoc) | Parámetros climáticos promedio de Duong Dong (Phu Quoc) | Parámetros climáticos promedio de Duong Dong (Phu Quoc) | Parámetros climáticos promedio de Duong Dong (Phu Quoc) | Parámetros climáticos promedio de Duong Dong (Phu Quoc) | Parámetros climáticos promedio de Duong Dong (Phu Quoc) |
| Mes                                                     | Ene.                                                    | Feb.                                                    | Mar.                                                    | Abr.                                                    | May.                                                    | Jun.                                                    | Jul.                                                    | Ago.                                                    | Sep.                                                    | Oct.                                                    | Nov.                                                    | Dic.                                                    | Anual                                                   |
| ------------------------------------------------------- | ------------------------------------------------------- | ------------------------------------------------------- | ------------------------------------------------------- | ------------------------------------------------------- | ------------------------------------------------------- | ------------------------------------------------------- | ------------------------------------------------------- | ------------------------------------------------------- | ------------------------------------------------------- | ------------------------------------------------------- | ------------------------------------------------------- | ------------------------------------------------------- | ------------------------------------------------------- |
| Temp. máx. media (°C)                                   | 31                                                      | 31                                                      | 32                                                      | 34                                                      | 33                                                      | 32                                                      | 31                                                      | 31                                                      | 31                                                      | 31                                                      | 30                                                      | 30                                                      | 31.4                                                    |
| Temp. mín. media (°C)                                   | 22                                                      | 22                                                      | 23                                                      | 24                                                      | 24                                                      | 24                                                      | 24                                                      | 24                                                      | 24                                                      | 24                                                      | 23                                                      | 22                                                      | 23.3                                                    |
| Precipitación total (mm)                                | 40                                                      | 36                                                      | 80                                                      | 130                                                     | 193                                                     | 266                                                     | 290                                                     | 398                                                     | 296                                                     | 276                                                     | 212                                                     | 104                                                     | 2321                                                    |
| Días de precipitaciones (≥ 1 mm)                        | 4                                                       | 3                                                       | 5                                                       | 9                                                       | 17                                                      | 18                                                      | 19                                                      | 20                                                      | 21                                                      | 19                                                      | 13                                                      | 8                                                       | 156                                                     |
| Horas de sol                                            | 217                                                     | 226                                                     | 248                                                     | 240                                                     | 186                                                     | 180                                                     | 155                                                     | 155                                                     | 150                                                     | 186                                                     | 180                                                     | 217                                                     | 2340                                                    |
| Fuente: World Climate Guide                             |                                                         |                                                         |                                                         |                                                         |                                                         |                                                         |                                                         |                                                         |                                                         |                                                         |                                                         |                                                         |                                                         |

## Atracción Turística
En 2006, la Reserva de la Biosfera Costera e Insular de Kien Giang, incluida esta ciudad, fue reconocida por la UNESCO como reserva mundial de la biosfera.
Phu Quoc se identifica como un centro de ecoturismo y un centro de comercio regional e internacional. Hay muchos lugares hermosos como:
1/ Parque Nacional Phu Quoc
2/ Área Marina Protegida de Phu Quoc
3/ An Thoi
| - Playa de Khem - Prisión de Cay Dua - Cabo Ong Doi | - Playa de Vinh Dam - Playa de Sao - Playa de Xep Lon | - Playa de Xep Nho - Montaña Co Chin - Montaña Radar | - Playa de Dat Do |

4/ Archipiélago de An Thoi
| - Hòn Thơm - Hòn Dừa | - Hòn Rỏi - Hòn Đụn | - Hòn Gầm Ghì - Hòn Mây Rút | - Hòn Kim Qui - Hòn Dăm | - Hòn Xưởng |

5/ Duong Dong
- Manantiales de Da Ban
- Dinh Câu

6/ Playa de Truong
7/ Rạch Tram
8/ Rach Vem
9/ Isla del Norte
- Playa de  Thom
- Ganh Dau
- Playa de Dai

10/ Pueblo pesquero de Ham Ninh
- Playa de  Vong
- Manantiales de  Tranh

11/ Phu Quoc United Center
- - Vinpearl Safari Phu Quoc (El primer zoológico semisalvaje de Vietnam)
  - Parque de atracciones VinWonders Phu Quoc (El parque de atracciones más grande de Vietnam.)
  - Grand World Phu Quoc & The 5WAY Phu Quoc[3]

12/ Isla Sim (Sim Island Phu Quoc)
13/ Teleférico Hon Thom